# 1996 v loďstvech
Tento článek obsahuje významné události v oblasti loďstev v roce 1996.

## Lodě vstoupivší do služby
- 7. února –  Jüe Fej (FFG-1106) – fregata třídy Čcheng-kung

- 16. února –  USS Greeneville (SSN-772) – ponorka třídy Los Angeles[1]

- 30. března –  USS Benfold (DDG-65) – torpédoborec třídy Arleigh Burke[2]

- 13. dubna –  USS Carney (DDG-64) – torpédoborec třídy Arleigh Burke[3]

- 19. dubna –  USS Milius (DDG-69) – torpédoborec třídy Arleigh Burke[4]

- 18. května –  HMAS Anzac (FFH 150) – fregata třídy Anzac

- 24. května –  Kchang-ting (FFG-1202) – fregata třídy Kchang-ting

- 8. června –  USS Cole (DDG-67) – torpédoborec třídy Arleigh Burke[5]

- 5. července –  Artigliere (F 582), Aviere (F 583), Bersagliere (F 584) a Granatiere (F 585) – fregaty třídy Artigliere

- 13. července –  USS Wyoming (SSBN-742) – ponorka třídy Ohio[6]

- 27. července –  HMAS Collins (SSG 73) – ponorka třídy Collins

- 1. srpna –  Ankaran – hlídkový člun třídy Super Dvora

- 3. září –  Qahir Al Amwaj – korveta stejnojmenné třídy

- 13. září –  USS Cheyenne (SSN-773) – ponorka třídy Los Angeles[7]

- 15. září –  Si-ning (FFG-1203) – fregata třídy Kchang-ting

- 20. září –  HMS Somerset (F82) – fregata Typu 23 Norfolk

- 29. září –  Contra-Amiral Horia Macellariu (265) – korveta třídy Contra-Amiral Eustaţiu Sebastian

- 12. října –  USS Gonzalez (DDG-66) – torpédoborec třídy Arleigh Burke[8]

- 2. listopadu –  HMS Vigilant (S30) – raketonosná ponorka třídy Vanguard

- 22. listopadu –  Lascăr Catargiu (47) – monitor třídy Mihail Kogălniceanu

- 26. listopadu –  Al Mua'zzar – korveta třídy Qahir

- 15. prosince –  Timbira (S 32) – ponorka třídy Tupi (typ 209)